# Christ Church Parish Church

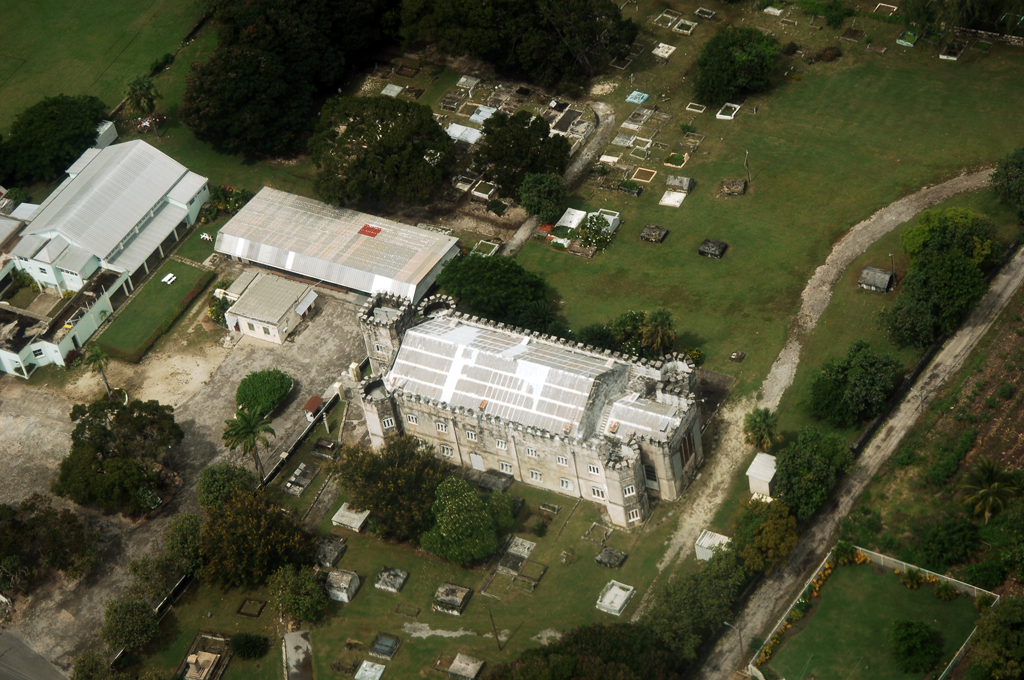
Christ Church Parish Church

Die Christ Church Parish Church ist eine 1935 erbaute Kirche in Oistins, Christ Church Parish, Barbados. Sie gehört zur Diözese Barbados der anglikanischen Church in the Province of the West Indies. Es handelt sich um die fünfte Kirche an dieser Stelle.

## Baugeschichte
Die erste Kirche wurde 1629 nahe Dover Beach errichtet, wurde aber 1669 durch ein Hochwasser zerstört. Die zweite, weiter landeinwärts gebaute Kirche wurde 1780 bei einem Wirbelsturm zerstört. Sie wurde 1786 ein drittes Mal neu errichtet, jedoch bei einem weiteren Wirbelsturm 1831 erneut zerstört. Die vierte Kirche an derselben Stelle brannte 1935 noch während des Baus nieder, doch sind ihre rauchgeschwärzten Mauern erhalten geblieben und bilden einen Teil des heutigen Kirchbaus.

## Sagen und Legenden
Bekannt ist die Kirche für die Chase-Gruft, in der von 1807 bis 1820 angeblich übernatürliche Vorkommnisse stattfanden.